# Mandu

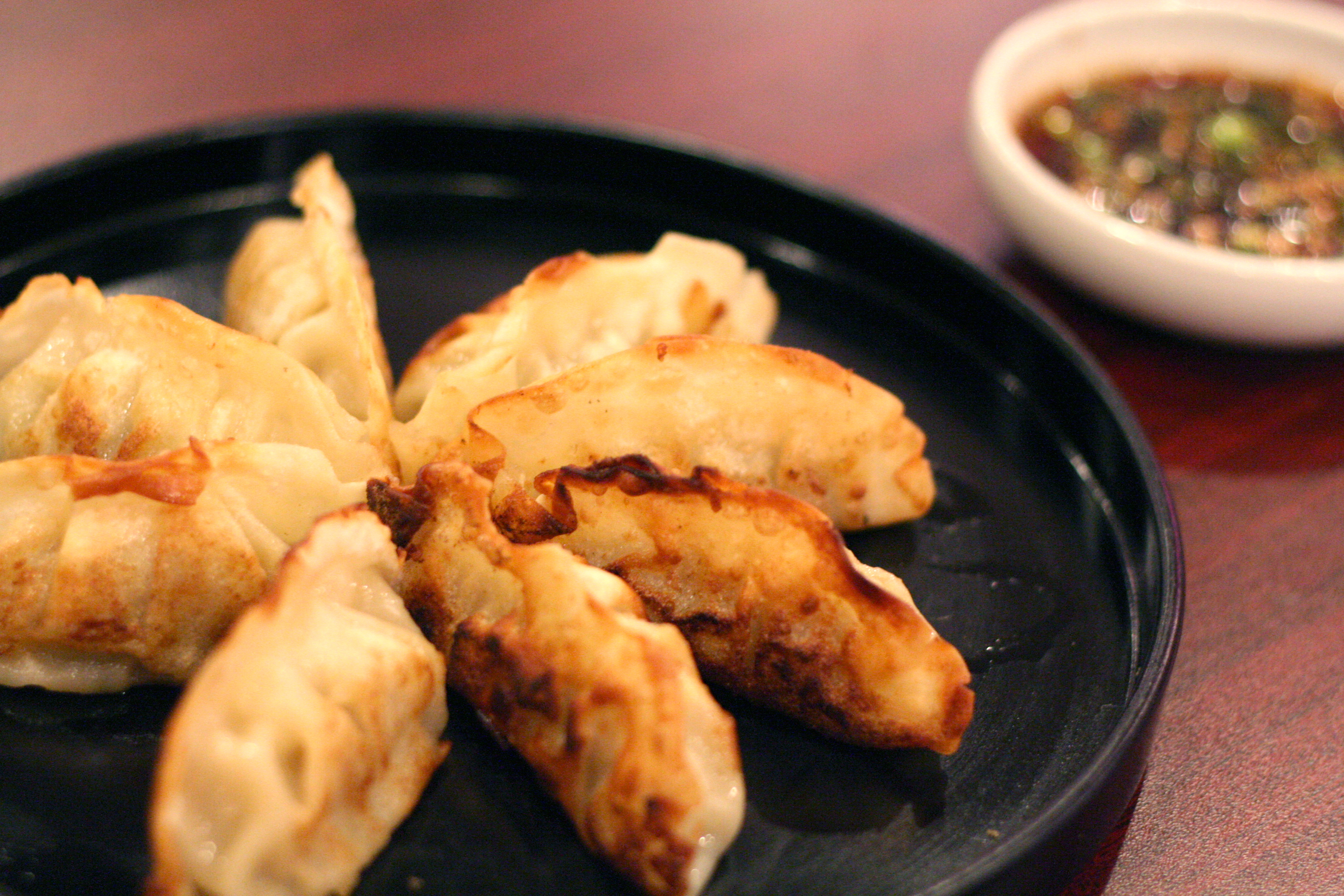
Gunmandu (군만두), en friterad mandu.

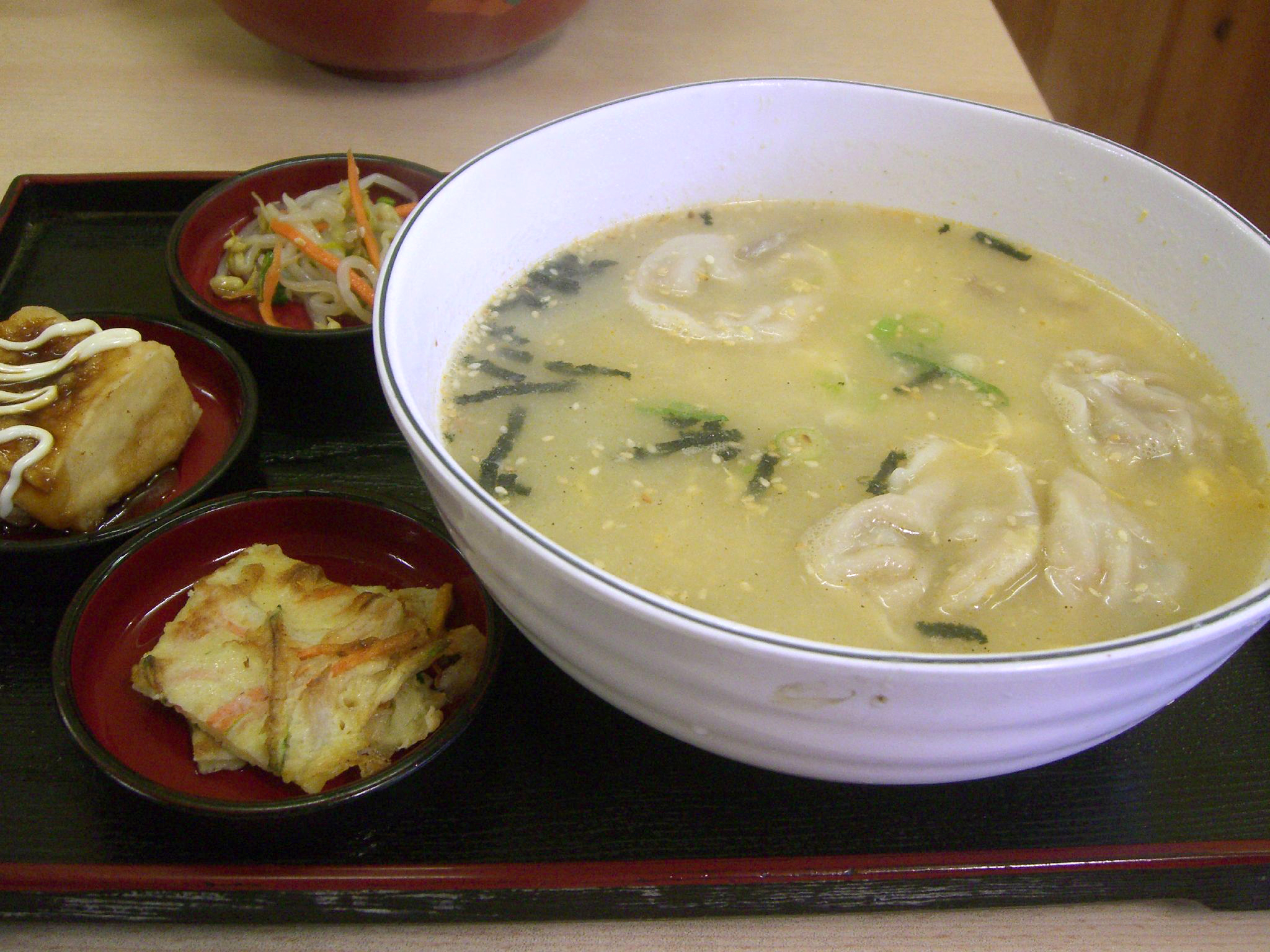
Mandutguk (만둣국), soppa med mandu i. Skrivs även manduguk.

Mandu (koreanska: 만두) är koreanska jiaozi, små fyllda degknyten. Mandu gjorda på en deg med bovetemjöl kallas memil mandu (메밀 만두).
- Eomandu (어만두) är fylld med fiskfilé, nötkött och grönsaker. Knytena ångkokas. Skalet kring fyllningen är speciell för dessa mandu, det är lätt och sött. Från början åts dessa mandu bara på sommaren men numera vid speciella tillfällen året om.[2]
- Mandutguk (만둣국)[1] är en guk (국), en soppa med mandu. Rätten brukar serveras på vintern, särskilt vid firandet av det koreanska nyåret. Degen görs på vetemjöl och fyllningen brukar bestå av till exempel kött, tofu, kimchi och grönsaker. Knytena kokas i nötbuljong.[3][4]